# Torneio Rio-São Paulo de 1999
O Torneio Rio-São Paulo de 1999 foi a 22.ª edição do Torneio Rio–São Paulo. O campeão foi o Vasco da Gama, tendo como vice o Santos. A Rede Globo e o SporTV transmitiram o torneio.

## Regulamento
Os oito clubes se dividiriam em dois grupos de quatro e se enfrentariam, dentro de cada grupo, em jogos de ida e volta. Os dois primeiros colocados de cada grupo fariam as semifinais e, os vencedores destas, a final.

## Classificação
Grupo A
| Classificação |            |    |   |   |   |   |    |    |     |
| Time | Time       | PG | J | V | E | D | GP | GC | SG  |
| 1 | Santos     | 10 | 6 | 3 | 1 | 2 | 13 | 8  | 5   |
| 2 | Vasco      | 10 | 5 | 3 | 1 | 1 | 12 | 7  | 5   |
| 3 | Fluminense | 6  | 5 | 2 | 0 | 3 | 10 | 10 | 0   |
| 4 | Palmeiras  | 6  | 6 | 2 | 0 | 4 | 7  | 17 | -10 |
| PG - Pontos Ganhos; J - Jogos; V - Vitórias; E - Empates; D - Derrotas; GP - Gols Pró; GC - Gols Contra; SG - Saldo de Gols |            |    |   |   |   |   |    |    |     |

- Devido a um mal entendido entre as federações paulista e carioca, a partida entre Fluminense e Vasco não foi realizada pois cada time, seguindo instruções de federações diferentes, foi para um estádio. Um W.O. foi aprovado para o Fluminense, primeiramente, mas, dois meses depois o resultado do W.O. foi cancelado. Como a partida não faria nenhuma diferença no resultado do torneio, nenhum clube contestou o resultado.[3]

Grupo B
| Classificação |             |    |   |   |   |   |    |    |     |
| Time | Time        | PG | J | V | E | D | GP | GC | SG  |
| 1 | São Paulo   | 13 | 6 | 4 | 1 | 1 | 8  | 4  | 4   |
| 2 | Botafogo    | 8  | 6 | 2 | 2 | 2 | 15 | 12 | 3   |
| 3 | Flamengo    | 8  | 6 | 2 | 2 | 2 | 10 | 7  | 3   |
| 4 | Corinthians | 4  | 6 | 1 | 1 | 4 | 6  | 16 | -10 |
| PG - Pontos Ganhos; J - Jogos; V - Vitórias; E - Empates; D - Derrotas; GP - Gols Pró; GC - Gols Contra; SG - Saldo de Gols |             |    |   |   |   |   |    |    |     |

## Fase final
|  | Semifinais | Semifinais | Semifinais | Semifinais |   |        | Final | Final | Final | Final |
|  |            |            |            |            |   |        |       |       |       |       |
|  | Santos     | 1          | 2          | 3          |   |        |       |       |       |       |
|  | Botafogo   | 0          | 0          | 0          |   |        |       |       |       |       |
|  | Botafogo   | 0          | 0          | 0          |   | Santos | 1     | 1     | 2     |       |
|  |            |            |            |            |   | Santos | 1     | 1     | 2     |       |
|  |            | Vasco      | 3          | 2          | 5 |        |       |       |       |       |
|  | Vasco      | Vasco      | 3          | 2          | 5 | 2      | 3     | 5     |       |       |
|  | Vasco      |            |            |            |   | 2      | 3     | 5     |       |       |
|  | São Paulo  | 3          | 1          | 4          |   |        |       |       |       |       |

## Semifinais
Jogos de ida
| 21 de Fevereiro de 1999 | Santos              | 1 – 0     | Botafogo | Morumbi - São Paulo                                                         |
| 18:30 (UTC−3)           | Marcos Assunção 51' | Relatório |          | Público: 11,064 pagantes Renda: R$ 76.780,00 Árbitro: Reinaldo Ribas Vieira |

| 21 de Fevereiro de 1999 | Vasco da Gama                                 | 2 – 3     | São Paulo                                              | Maracanã - Rio de Janeiro                                                         |
| 18:30 (UTC−3)           | Ramon 45+3' · Juninho 50' (pen.) · Luizão 60' | Relatório | Serginho 8' · Dodô 41' · Serginho 45' (pen.) · Nem 49' | Público: 31,677 pagantes Renda: R$ 262.827,00 Árbitro: Oscar Roberto Godói - FIFA |

Jogos de volta
| 24 de Fevereiro de 1999 | Botafogo      | 0 – 2     | Santos                                                         | Maracanã - Rio de Janeiro                                                           |
| 21:30 (UTC−3)           | Zé Carlos 76' | Relatório | Alessandro 9' · Viola 39' · Alessandro 68' · Ânderson Lima 76' | Público: 32,300 pagantes Renda: R$ 262.620,00 Árbitro: Alfredo dos Santos Loebeling |

| 24 de Fevereiro de 1999 | São Paulo  | 1 – 3     | Vasco da Gama                         | Morumbi - São Paulo                                                                     |
| 21:30 (UTC−3)           | Warley 56' | Relatório | Odvan 7' · Vágner 77' · Guilherme 79' | Público: 30,910 pagantes Renda: R$ 157.107,00 Árbitro: Cláudio Vinícius Cerdeira - FIFA |

## Finais
| 28 de Fevereiro de 1999 | Vasco da Gama                                           | 3 – 1     | Santos                      | Maracanã - Rio de Janeiro                                                             |
| 18:30 (UTC−3)           | Mauro Galvão 15' · Juninho 66' · Nasa 68' · Zezinho 71' | Relatório | Alessandro 20' · Sandro 53' | Público: 81,421 pagantes Renda: R$ 695.500,00 Árbitro: Paulo César de Oliveira - FIFA |

| Vasco | Santos |

| GOL            | 1  | Carlos Germano |
| LD             | 2  | Zé Maria       |
| ZAG            | 3  | Odvan          |
| ZAG            | 4  | Mauro Galvão   |
| LE             | 6  | Felipe         |
| VOL            | 5  | Paulo Miranda  |
| VOL            | 11 | Nasa           |
| MEI            | 8  | Juninho        |
| MEI            | 10 | Ramon          |
| ATA            | 7  | Donizete       |
| ATA            | 9  | Luizão         |
| Substituições: |    |                |
| ATA            | 17 | Zezinho        |
| MEI            | 15 | Vágner         |
| ZAG            | 14 | Alex Pinho     |
| Técnico:       |    |                |
| Antônio Lopes  |    |                |

| GOL            | 1  | Zetti          |
| LD             | 4  | Ânderson Lima  |
| ZAG            | 2  | Argel Fuchs    |
| ZAG            | 6  | Sandro         |
| LE             | 3  | Gustavo Nery   |
| VOL            | 8  | Marcos Bazílio |
| VOL            | 5  | Claudiomiro    |
| MEI            | 10 | Jorginho       |
| ATA            | 11 | Caíco          |
| ATA            | 7  | Alessandro     |
| ATA            | 9  | Viola          |
| Substituições: |    |                |
| LD             | 14 | Michel         |
| VOL            | 15 | Élder          |
| ATA            | 18 | Rodrigão       |
| Técnico:       |    |                |
| Emerson Leão   |    |                |

| 3 de Março de 1999 | Santos         | 1 – 2     | Vasco da Gama                | Morumbi - São Paulo                                                                     |
| 21:30 (UTC−3)      | Alessandro 46' | Relatório | Zé Maria 45+1' · Juninho 74' | Público: 32,495 pagantes Renda: Não divulgada Árbitro: Cláudio Vinícius Cerdeira - FIFA |

| Santos | Vasco |

| GOL            | 1  | Zetti          |
| LD             | 4  | Ânderson Lima  |
| ZAG            | 2  | Argel Fuchs    |
| ZAG            | 6  | Sandro         |
| LE             | 3  | Gustavo Nery   |
| VOL            | 8  | Marcos Bazílio |
| VOL            | 5  | Claudiomiro    |
| MEI            | 10 | Jorginho       |
| ATA            | 11 | Caíco          |
| ATA            | 7  | Alessandro     |
| ATA            | 9  | Viola          |
| Substituições: |    |                |
| VOL            | 17 | Camanducaia    |
| LD             | 13 | Michel         |
| ATA            | 18 | Rodrigão       |
| Técnico:       |    |                |
| Emerson Leão   |    |                |

| GOL            | 1  | Carlos Germano |
| LD             | 2  | Zé Maria       |
| ZAG            | 3  | Odvan          |
| ZAG            | 4  | Mauro Galvão   |
| LE             | 6  | Felipe         |
| VOL            | 5  | Paulo Miranda  |
| VOL            | 11 | Nasa           |
| MEI            | 8  | Juninho        |
| MEI            | 10 | Ramon          |
| ATA            | 7  | Donizete       |
| ATA            | 9  | Luizão         |
| Substituições: |    |                |
| MEI            | 15 | Vágner         |
| ATA            | 17 | Zezinho        |
| ZAG            | 13 | Henrique       |
| Técnico:       |    |                |
| Antônio Lopes  |    |                |

## Premiação
| Torneio Rio-São Paulo de 1999         |
| ------------------------------------- |
| Vasco da Gama - CAMPEÃO - (3° título) |